# APIA Leichhardt
La Associazione Poli-sportiva Italo Australiana Leichhardt Tigers Football Club (en español: Asociación Italiana del Deporte Australiano Tigres de Leichhardt Fútbol Club), abreviado comúnmente APIA Leichhardt, es un club de fútbol australiano de la ciudad de Sídney. Fue fundado en 1954, juega en el Lambert Park y participa en la National Premier League NSW, segunda división en el sistema de ligas de Australia.

## Historia
El club fue fundado en 1954 por parte de la comunidad ítaloaustraliana. En los años 1960 y 70 ganó la New South Wales State League cuatro veces y la Warath Cup en dos oportunidades. En 1979, se le permitió el acceso a la National Soccer League, primera división que había sido creada en 1977. El club se consagró campeón de dicha liga en 1987, mientras que al año siguiente obtuvo la NSL Cup.

## Palmarés
- National Soccer League (1): 1986.
- NSL Cup (1): 1988.
- Copa Australia (1): 1966.
- New South Wales State League (5): 1964, 1966, 1967, 1975 y 2003.
- Warath Cup (4): 1962, 1966, 1975 y 2013.